# The Dambuilders
The Dambuilders was een Amerikaanse indie rockband. The Dambuilders werd opgericht in Honolulu in 1989 maar verhuisde later naar Boston, waar de band bekendheid genoot in de indie rockscene. De band gaf zes studioalbums uit en een verzamelalbum. In 1998 ging de band uit elkaar, waarna de leden verder gingen in de muziek. Zangeres/violiste Joan Wasser werd bekend als Joan As Police Woman. Drummer Kevin March zou deel gaan uitmaken van diverse bands waaronder Guided by Voices en Shudder to Think.

## Discografie

### Studioalbums
- A young person's guide, 1989
- Greek lust, 1991
- Islington porn tapes, 1993
- Encendedor, 1994
- Ruby red, 1995
- Against the stars, 1997

### Verzamelalbum
- God Dambuilders bless America, 1996

### Ep
- Tough guy problem, 1993/1994

### Singles
- Pop song = food, 1994
- Smell, 1992
- Shrine, 1992
- Teenage loser anthem, 1995